# Афончикова
Афо́нчикова (рос. Афончикова) — присілок у складі Махньовського міського округу Свердловської області.
Населення — 22 особи (2010, 31 у 2002).
Національний склад населення станом на 2002 рік: росіяни — 100 %.